# Montagut i Oix
Montagut i Oix település Spanyolországban, Girona tartományban. Montagut i Oix Albanyà, Sales de Llierca, Tortellà, Argelaguer, Sant Jaume de Llierca, Sant Joan les Fonts, Castellfollit de la Roca, La Vall de Bianya, Camprodon és Lamanère községekkel határos. Lakosainak száma 1000 fő (2024).

## Népesség
A település népessége az elmúlt években az alábbi módon változott:
| Lakosok száma | 807  | 2304 | 1675 | 1224 | 818  | 858  | 971  | 970  | 916  | 1000 |
|               | 1717 | 1887 | 1936 | 1960 | 1986 | 2004 | 2009 | 2014 | 2019 | 2024 |